# Toaletter i Japan

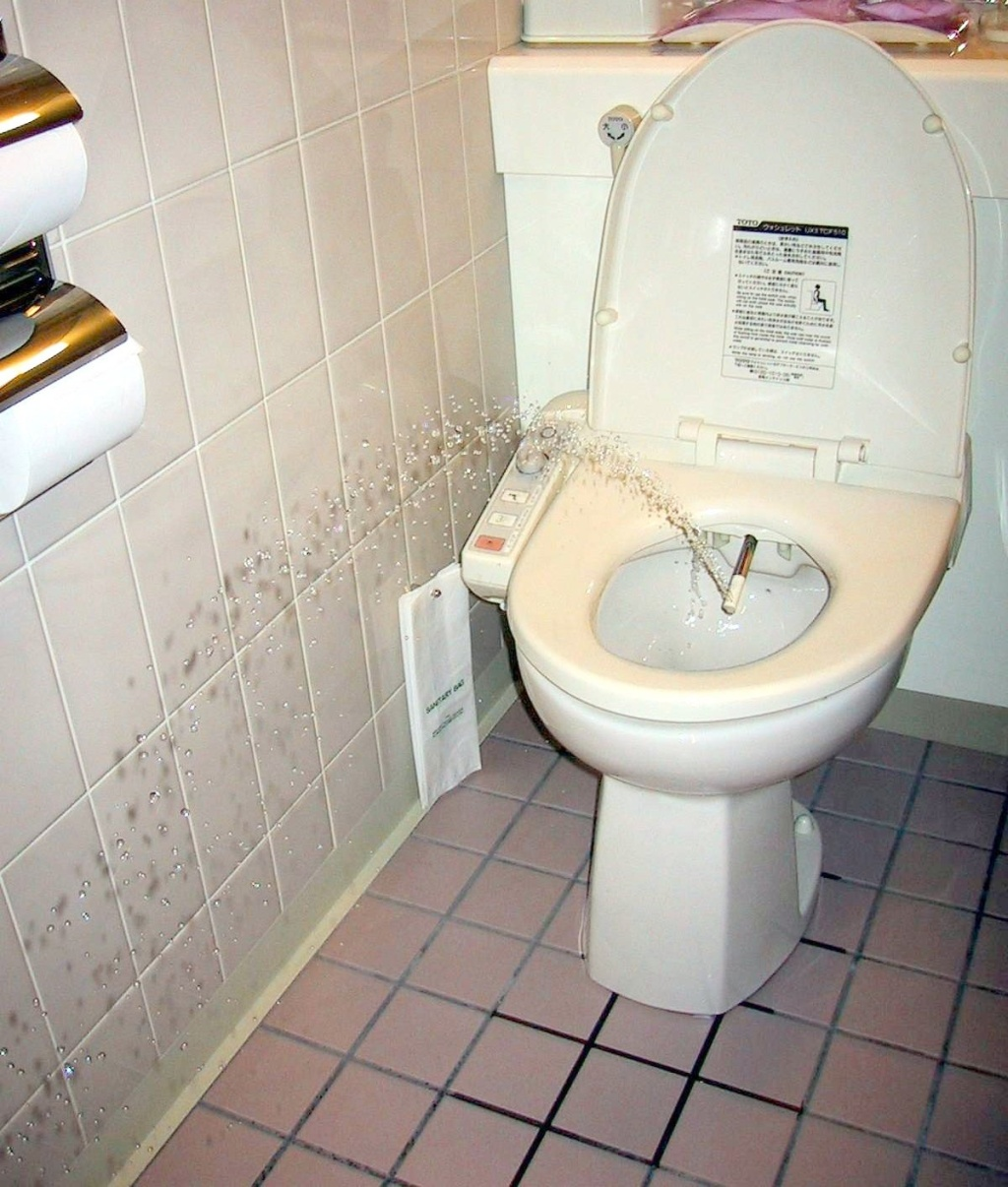
En bidé-toalett med en rengörande vattenstråle. Strålen på bilden är inställd på en medium-trycknivå avsedd att tvätta användarens vulva.

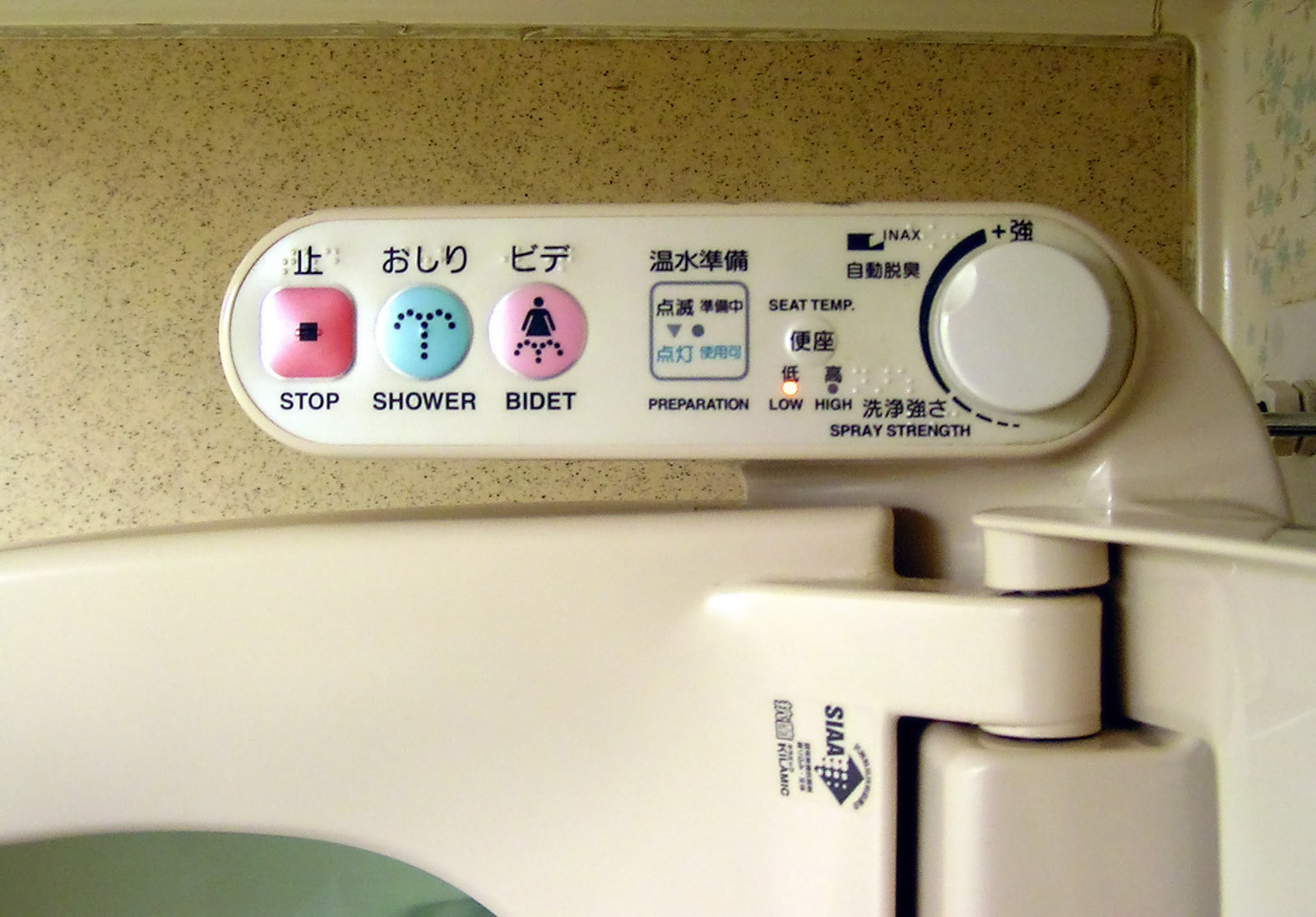
Kontrollen på en modern japansk toalett

Toaletter i Japan finns i två ofta förekommande typer. Den äldsta är en enkel typ av toalett där användaren sitter på huk över toaletten som är placerad i golvhöjd. Denna så kallade huktoalett är fortfarande vanlig i offentliga inrättningar. Efter andra världskriget började västerländska vattenklosetter och urinoarer bli vanliga. Dagens moderna japanska vattenklosetter är bidé-toaletter och finns installerade i mer än hälften av hushållen i Japan. I Japan kallas dessa bidéer allmänt för Washlet (ウォシュレット Woshuretto?), som är ett varumärke från företaget TOTO Ltd., och har många avancerade funktioner som sällan återfinns utanför Asien. Beroende på toalettmodellen kan dessa bidéer vara designade att automatiskt lyfta toalettlocket när användaren närmar sig, tvätta anus och vulva med vattenstrålar (inklusive flera puls- och massagefunktioner), eftertorkning med varmluft samt automatisk spolning och nedfällning av toalettlocket efter användning.

## Historia

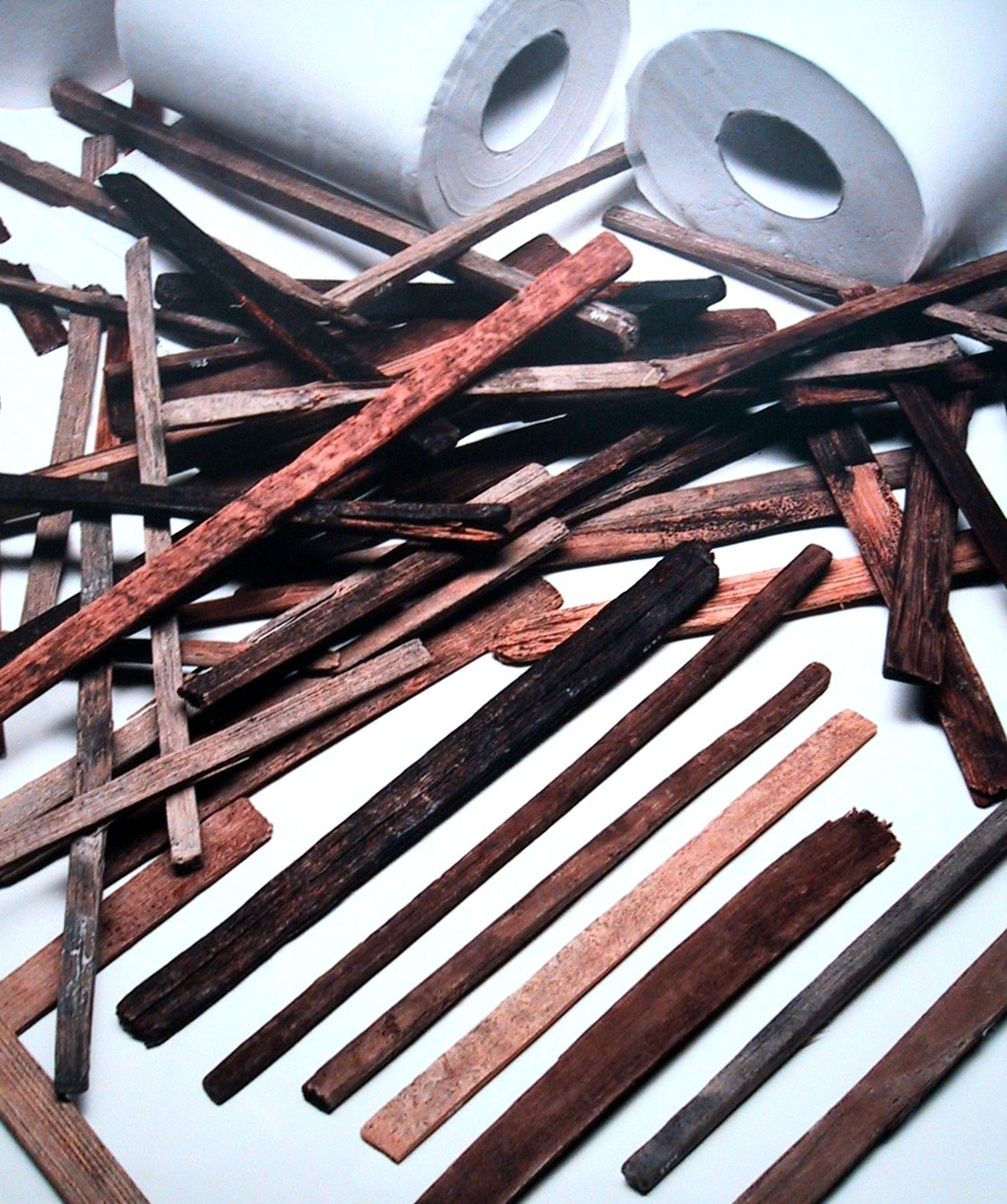
Toalettpapper av trä, chu-gi, från Naraperioden. I bakgrunden syns moderna toalettrullar för storleksjämförelse.

Under Jōmonperioden var bosättningar byggda i en hästskoform med en central plats i mitten och avskrädeshögar utanför bosättningen. I dessa högar har kalcifierade rester av människo- eller hundfekalier, så kallade koproliter återfunnits vilket tyder på att dessa avskrädeshögar även användes som toaletter. De första avloppssystemen är från Yayoiperioden (300 f.Kr. till 250 e.Kr.). Dessa system användes i stora bosättningar, förmodligen i kombination med toaletter. En möjlig rituell plats funnen i Sakurai, Nara och daterad till 200-talet kan ha använts som en toalett med rinnande vatten.
En annan tidig toalett som studerats i detalj av arkeologer har hittats vid Fujiwarapalatset i Kashihara, Nara, den första platsen för den kejserliga staden från år 694 till 710. Den var byggd över en öppen grop i marken på samma sätt som ett utedass. Under Naraperioden (710 till 784) byggdes ett avloppssystem i huvudstaden Nara som bestod av 10–15 cm breda vattenfyllda kanaler som användaren hukade sig över med fötterna på vardera sidan. Trästickor, så kallade chu-gi, användes som en form av toalettpapper. Tidigare användes även sjögräs för rengöringsändamål, men under edoperioden ersattes bruket av sjögräs med toalettpapper gjort av washi (traditionellt japanskt papper). I bergsregionerna användes även större löv och träskrapor. Toaletterna var ofta uppförda över en rinnande bäck; en av de första spolande toaletterna, daterad till 900-talet, har hittats vid slottet Akita och var byggd över en avledd bäck. Vanliga latriner var dock historiskt sett vanligare då de var enklare att konstruera och möjliggjorde återanvändning av fekalier som gödningsmedel. Användningen av mänskligt avskräde var viktigt i ett land där buddhismens vegetariska kosthållning samt en annars hög andel fisk- och skaldjur i kosten höll ner landets kreaturbestånd. Rika människors avskräde såldes för ett högre pris eftersom deras diet var bättre. Flera historiska dokument från 1000-talet beskriver lagar som reglerade konstruktionen av kanaler med färsk- och avloppsvatten och hantering av avfall från toaletter.
Försäljning av mänskligt avskräde som gödningsmedel blev mindre vanligt efter andra världskriget, både av sanitära skäl och på grund av den kraftigt ökande användningen av konstgödsel, och endast 1 procent användes som gödsel i slutet av 1900-talet.

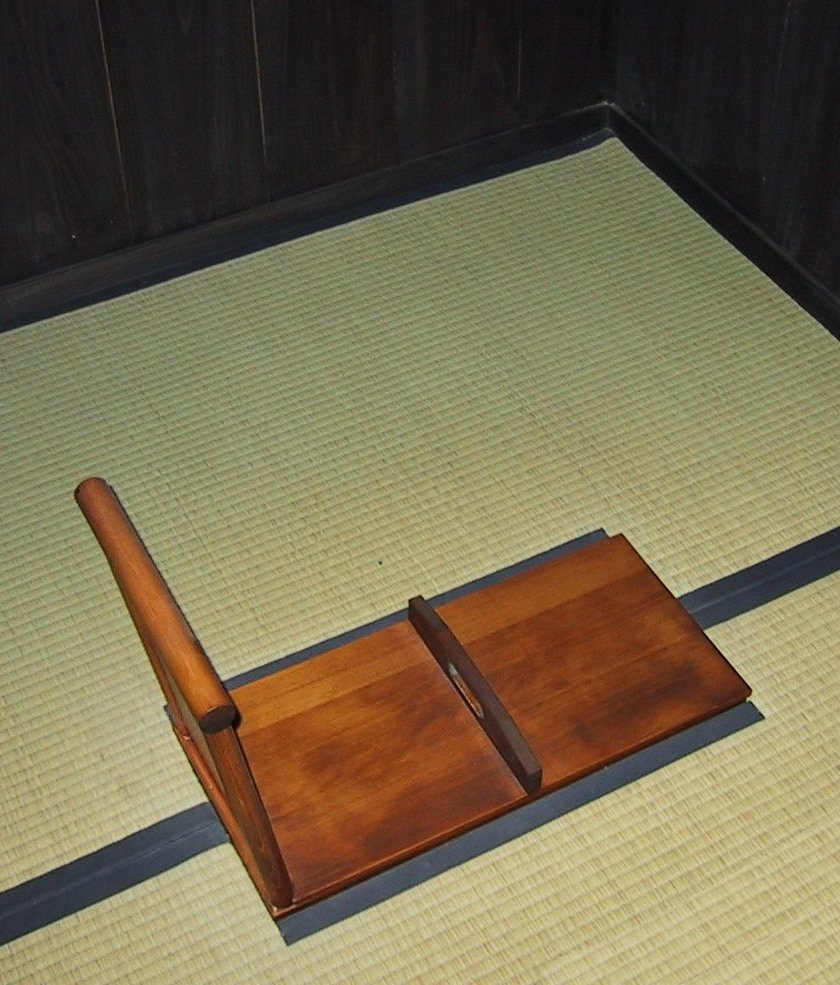
En huktoalett från Meijiperioden (1868-1912).

På grund av detta har Japan historiskt sett haft en mycket högre hygienstandard än till exempel Europa. En ordnad hantering av mänskligt avskräde var vanlig i Japan medan i Europa under en stor del av dess tidiga historia avfallet dumpades direkt på gatorna. De första västerlänningar som besökte Edo häpnade antagligen av synen av en så ren stad.
På Okinawa låg toaletten ofta i direkt anslutning till grisstian och grisarna blev utfodrade med det mänskliga avskrädet. Detta förfarande blev dock förbjudet efter andra världskriget av de amerikanska myndigheterna då det ansågs alltför ohygieniskt.
Under Azuchi-Momoyama-perioden (1568 till 1600) byggdes ett avloppsledningsnät runt slottet Osaka som existerar och används än idag. Användningen av moderna avloppssystem började 1884 med installationen av en kulvert av tegelsten i Kanda, Tokyo. Fler sanitära anläggningar och avloppssystem byggdes efter den stora jordbävningen i Kantō som en förebyggande åtgärd för att minska sjukdomsspridning efter framtida jordbävningar. Emellertid ökade utbyggnadstakten först efter andra världskriget som en effekt av den ökande folkmängden i de växande städerna. År 2000 levde 60 procent av befolkningen i bostäder anslutna till avloppsledningsnät.
Västerländska toaletter och urinoarer började framträda i Japan i början av 1900-talet men det var först efter andra världskriget som användningen blev mer utbredd, på grund av influenser från den amerikanska ockupationen. 1977 överskred försäljningen av västerländska toaletter i Japan försäljningen av traditionella huktolaletter. Under 1980-talet lanserade företaget TOTO bidétoaletten Washlet i Japan som baserades på befintliga produkter från Schweiz och USA. Japanska företag producerar numera några av världens mest avancerade högteknologiska toaletter.

## Terminologi
Ordet toire (トイレ?) kommer från franskan och används både som namn för själva toaletten och toalettrummet.
En vanlig eufemism är otearai (お手洗い?  bokstavligen tvätta händerna). I strikt bemärkelse syftar otearai på handfatet och är egentligen ett översättningslån av engelskans "lavatory" (från latinets lava tvätt + torium rum, alltså tvättrum). Det är också vanligt förekommande att se ett annat översättningslån, keshōshitsu (化粧室?  bokstavligen puder-rum), på skyltar i varuhus och storlivsbutiker tillsammans med ett piktogram för en offentlig toalett.
Den okonstlade benämningen på toalett är benjo (便所? bekvämlighetsinrättning eller plats för exkrement), från ordet ben (便?) som betyder "bekvämlighet" eller "exkrement", och är ett ord som är relativt vanligt. Det används ofta på grundskolor, offentliga badhus och andra liknande offentliga inrättningar. Även om det inte anses vara ett speciellt ohövligt ord så föredrar många att uttrycka sig något mer förfinat. I flera japanska barnlekar (till exempel motsvarigheter till leken kull) används ordet "benjo" som den plats dit ett barn som blir "taget" skickas. Japanska språket har flera andra ord för platser reserverade för kroppsliga behov, däribland kawaya (厠) och habakari (憚り), men de flesta är ovanliga eller ålderdomliga.
Själva toalettstolen eller golvkärlet, vattentanken och så vidare kallas för benki (便器). Toalettsitsen heter benza (便座). En potta, antingen för ett litet barn eller för en äldre eller sjuk kallas för omaru (ibland skriven 御虎子).
Den 10 november firar organisationen Japanska toalettsällskapet (日本トイレ協会) den inofficiella "Toalettdagen", i och med att siffrorna 11/10 (för månaden och dagen) kan läsas som ii-to(ire), vilket också betyder "bra toalett".

## Typer av toaletter

### Huktoalett

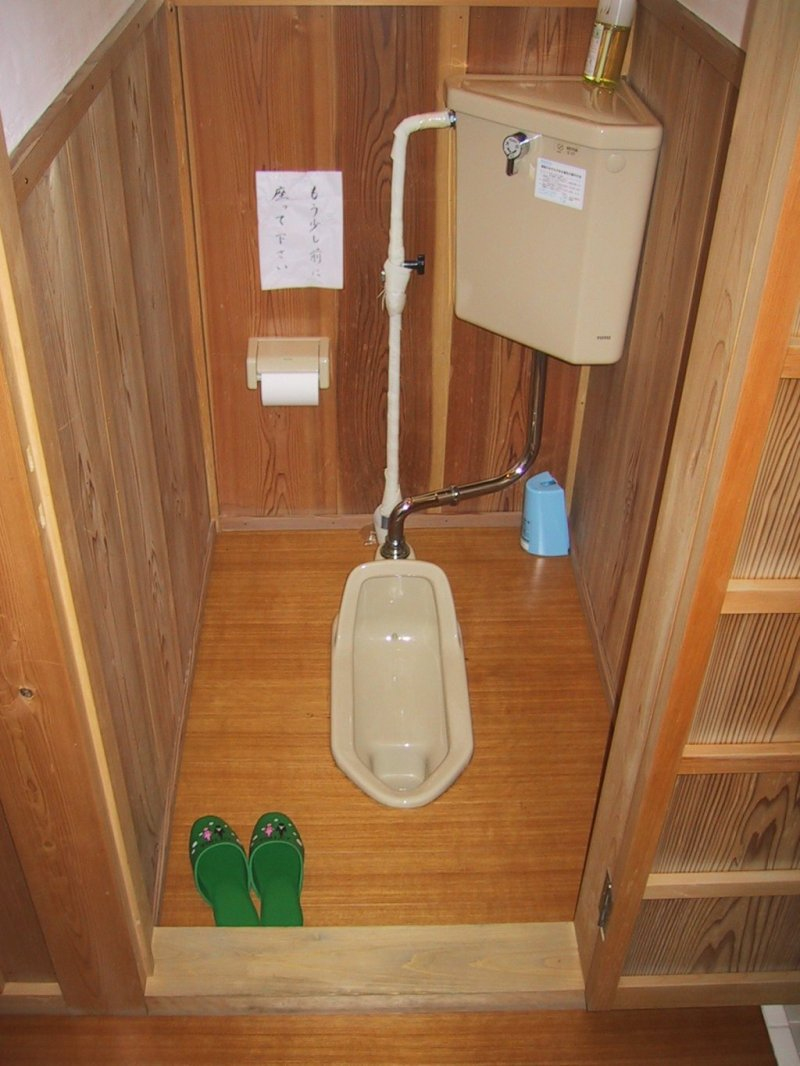
En modern huktoalett med toalettsandaler.

Den traditionella japanska toaletten (和式, washiki) är en så kallad huktoalett. Den kallas ibland för asiatisk toalett eftersom denna typ av toalett är vanlig runt om i Asien. En huktoalett skiljer sig från de toaletter som återfinns i väst i både konstruktion och användning. En huktoalett ser i grund och botten ut som en liten urinoar som roterats 90 grader och monterats i golvet. De flesta huktoaletterna i Japan är gjorda i porslin men på en del platser används toaletter i rostfritt stål (till exempel på tåg). Istället för att sitta på toaletten, hukar användaren sig över toaletten med ansiktet mot det halvcirkulära skyddet, det vill säga mot den bakre väggen i bilden till höger. Till skillnad från en stor wc-skål som används på vattenklosetter i västvärlden samlas avskrädet i en huktoalett upp i ett grunt tråg. Alla andra fasta tillbehör som vattentank, avloppsrör och spolmekanism kan vara identiska med toaletter i väst. Vattnet från spolningen tar med sig avskrädet från tråget ner till en uppsamlingsreservoar som sedan tömmes och materialet förs vidare till avloppssystemet. Spolningen fungerar ofta på samma sätt som på toaletter i väst men en del har ett handtag som man drar i eller en fotpedal istället. Många japanska toaletter har två olika spolningar: en "liten" (小) och en "stor" (大). Skillnaden är mängden vatten som används. Den lilla spolningen används för urinering och den stora för avföring. Reglaget är ofta inställt för liten spolning för att tillhandahålla en kontinuerlig spolning för att dölja de ljud som uppkommer när användaren går på toaletten.
Två varianter är vanliga: en där toaletten är placerad i golvhöjd och den andra där toaletten är upphöjd på en omkring 30 cm hög plattform. Den senare är lättare att använda för män som står och urinerar men båda kan användas för detta ändamål. Det är heller ingen skillnad för defekation eller hukande urinering. Användaren står över huktoaletten och drar ned (upp när det gäller kjolar) byxorna och underkläderna till knäna. Användaren hukar sig sedan över hålet, så nära framkanten som möjligt eftersom exkrement tenderar att falla ner på den bakre kanten av golvkärlet om användaren lutar sig alltför långt bakåt. Av denna anledning har många allmänna huktoaletter skyltar som påminner användaren att "ta ett steg närmare".
Nybörjare och utlänningar håller ofta i röret vid toalett-fronten, vilket därför har fått smeknamnet "grymt-rör" från de ljud som görs samtidigt som användaren håller i röret. Om rörsystemet är dolt eller inte tillräckligt starkt kan ett separat handtag installeras för att hjälpa användaren att hålla balansen såväl under själva användandet som när användaren ställer sig upp efteråt. En annan vanlig strategi som utlänningar ibland använder sig av för att undvika en potentiell pinsam olycka vid defekation är att klä av sig helt från midjan och neråt och hänga upp kläderna på en krok före positioneringen över toaletten.
En fördel med huktoaletten är att den är mycket enkel att rengöra. Den är också billigare att konstruera, den använder mindre vatten per spolning än västerländska toaletter och eftersom man inte har direkt hudkontakt med keramikskålen hävdas det ibland att den är mer hygienisk. Emellertid innebär kontakt med en toalettsits ingen direkt hälsorisk och huktoaletten kan medföra stänk på användarens ben och fötter. Det vattenlösa tråget minimerar risken för återstänk av vatten under defekation. Emellertid blir avskrädet direkt exponerat med luften innan den spolas bort vilket ger en starkare odör än vad som är fallet för en västerländsk vattenklosett där avskrädet direkt hamnar under vatten. Denna effekt är ofta ganska uppenbar i eller nära ett japanskt toalettrum.
Därtill tillskrivs användning av huktoaletten flera medicinska fördelar. Det har framkastats att huksittandet stärker bäckenmuskulaturen hos kvinnor och således minskar risken för inkontinens Dessutom sägs det att denna typ av toalett stärker höfter och förbättrar koncentration och andning. En upprätt hukande position tillåter också att en mer solid avföring lämnar tarmen och på så sätt undviks förstoppning som är en riskfaktor vid tarmcancer. Andra studier har funnit att huksittande förhindrar uppkomsten av och botar hemorrojder.
Att regelmässigt inta en hukande position kan också hjälpa till att bibehålla knänas rörlighet.
I Japan existerar även huktoaletter med inbyggd bidé där ett munstycke används för rengöring av anus. En kombination av huk- och västerländsk toalett existerar också där toalettsitsen fälls ner över huktoaletten som då kan användas i huvudsak på samma sätt som en västerländsk toalett. Denna hybrid verkar vara vanlig endast på landsbygden till förmån för bofasta utlänningar. En adapter som fästs ovanpå en huktoalett för att konvertera den till en toalett med sittfunktion är mycket vanligare. Det finns också tillbyggnader tillgängliga som permanent konverterar en huktoalett till en "washlet". För det omvända fallet existerar en konverteringsplattform som tillåter någon som föredrar huktoaletter att nå upp till nivån för en västerländsk toalettstol.

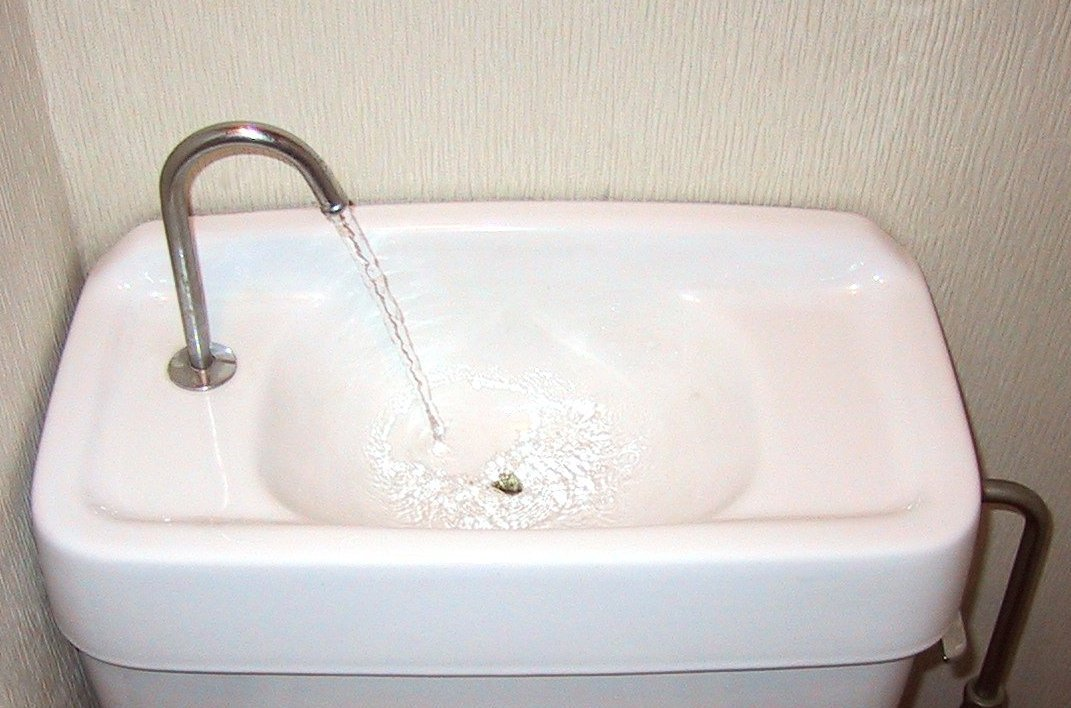
En kran ovanpå toalettens spoltank på denna västerländska vattenklosett möjliggör vattenbesparing då vattnet från handtvättningen används vid nästa toalettspolning. Notera att det inte är en dricksvattenfontän.

### Västerländska toaletter
Huvudartikel: Vattenklosett
Den vanliga vattenklosetten som används över hela världen kallas i Japan för västerländsk (洋式) toalett. Västerländska toaletter,  inklusive högteknologiska toaletter, är numera vanligare i japanska hem än de traditionella huktoaletterna. Trots det har många äldre hyreslägenheter anslag på toaletten eller i toalettutrymmet med anvisningar om det korrekta sättet att använda toaletten.. Medan de flesta offentliga toaletterna på skolor, tempel och järnvägsstationer ofta är utrustade med enbart huktoaletter så föredrar japaner att i sina egna hem sitta ner. Detta gäller speciellt för äldre eller funktionshindrade som kan uppleva en huksittande ställning som fysiskt krävande eller obekväm.
Västerländska vattenklosetter i Japan har ofta vattenbesparande funktioner som möjlighet att välja mellan liten och stor spolning. På många toaletter finns även ett handfat ovanför spoltanken där vattnet efter handtvättningen rinner ner i tanken för att användas vid nästa toalettspolning.

#### Japanska bidéer

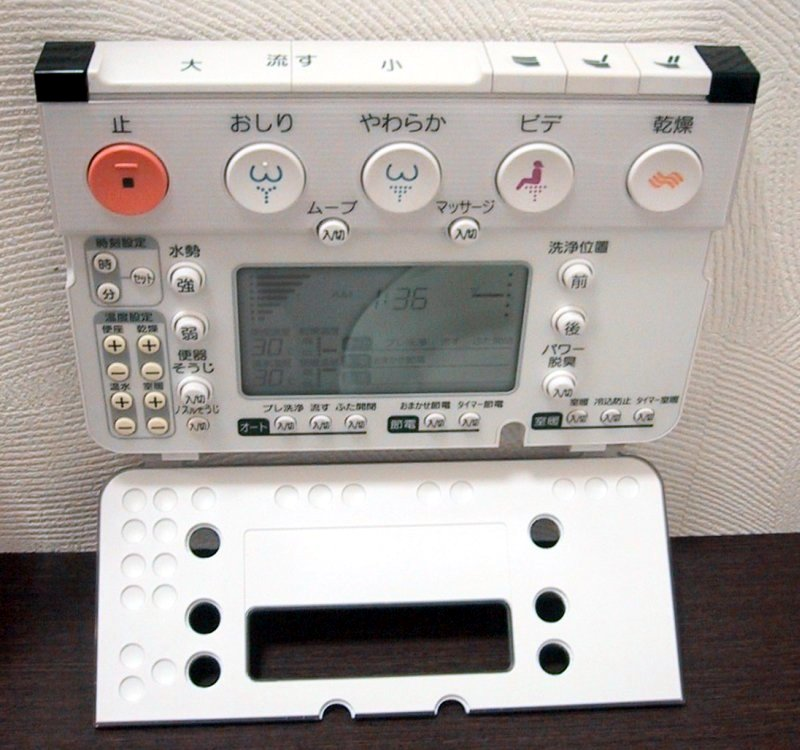
En exklusiv trådlös kontrollpanel med 38 knappar.

Den moderna japanska toaletten, på engelska ofta kallad Super Toilet (Supertoalett) och allmänt känd i Japan som Washlet (ウォシュレット?) eller som varm-vatten tvätt-sits (温水洗浄便座 onsui senjō benza?) är en av de mest avancerade toaletterna i världen med en imponerande samling funktioner. Modellen Washlet Zoe producerad av TOTO är listad av Guinness rekordbok som världens mest sofistikerade toalett med sju funktioner. Men då den introducerades på marknaden 1997 är det sannolikt att den numera är underlägsen TOTO:s senaste modell Neorest.
Idén till washlet kom utomlands ifrån och den första klosetten med integrerad bidé producerades utanför Japan 1964. I Japan inleddes produktionen av tekniskt avancerade toalettstolar under 1980-talet med introduktionen av Washlet G Series från TOTO, och sedan dess har varumärket washlet blivit synonymt med alla typer av japanska högteknologiska toaletter. Från 2002 har nästan hälften av de japanska hushållen en sådan toalettstol, en siffra som överstiger antalet hushåll med persondator. Trots att toalettstolen vid första anblicken liknar en i västvärlden traditionell vattenklosett finns det ett antal extra tekniska funktioner integrerade antingen i toalettstolen eller i sitsen. Exempel på dessa funktioner är automatisk uppfällning av toalettlocket, toalettsitsvärmare, massagefunktion, reglerbar vattenstråle, varmluftstork, trådlös kontrollpanel, automatisk spolning och luftkonditionering för rummet.  Dessa funktioner finns tillgängliga via en kontrollpanel som antingen är fäst i ena sidan av toalettstolen eller på en vägg i närheten som då ofta använder sig av trådlös överföring till toalettstolen.
2016 beslöt den japanska toalettindustrin att harmonisera symbolerna på de ofta komplexa kontrollmekanismerna.

##### Grundläggande funktioner
Den mest grundläggande funktionen är den integrerade bidén som består av ett munstycke av en pennas storlek som framträder under toalettsitsen och sprutar ut vatten. Den har två grundinställningar: en för anus och en för vulvan. Den första kallas för bakre tvätt, allmän användning, eller familjerengöring och den andra brukar kallas för kvinnlig tvätt eller kvinnlig rengöring. Munstycket vidrör aldrig användarens kropp och rengör sig själv både före och efter varje användning. Användaren kan välja att tvätta anus eller vulva genom att trycka på motsvarande knapp på kontrollpanelen. Vanligtvis nyttjas samma munstycke för båda användningssätten men munstyckets huvud befinner sig på olika avstånd och använder sig av olika öppningar i änden på munstycket så att vattnet sprutar ut i olika vinklar för att träffa rätt punkt. På somliga modeller används två munstycken ämnade för var sitt område. Munstyckets kontrollmekanism är också kopplad till en tryckkänslig kontakt i toalettsitsen så att det bara används när någon sitter på toaletten. De första modellerna saknade denna automatiska avstängningsfunktion vilket medförde att många användare som tryckte på knapparna av ren nyfikenhet, samtidigt som de iakttog toalettens funktioner, omedelbart fick sig en varm vattenstråle i ansiktet.

##### Inställningar
De flesta högteknologiska toaletter tillhandahåller också möjlighet att justera trycket på vattenstrålen efter användarens tycke och smak. Som grundinställning mottar vulvan lägre tryck än anus. Vanligtvis kan också vattentemperaturen justeras. Undersökningar i Japan har visat att de flesta föredrar en vattentemperatur som är något högre än kroppstemperaturen och att 38°C anses vara optimalt. Den exakta placeringen av munstycket kan också oftast manuellt justeras framåt eller bakåt. De mest avancerade toaletterna tillhandahåller även möjlighet att välja en pulserande och vibrerande vattenstråle. Tillverkarna hävdar att detta kan hjälpa till vid besvär av förstoppning eller hemorrojder.. Vissa modeller kan även blanda tvål i vattenstrålen för extra rengörande verkan.
En washlet kan helt ersätta användningen av toalettpapper men många användare väljer att förbättra hygienen genom att kombinera med den mekaniska verkan från toalettpappret. Detta beror även på vilket område som rengörs och rengöring av vulvan kanske inte behöver toalettpapper. Somliga använder toalettpapper före tvättning och andra efter, en del använder endast bidén medan andra föredrar att inte använda bidén alls och använder endast toalettpapper. En annan vanlig funktion är varmluftstork, ofta reglerbar mellan 40 °C och 60 °C med avsikt att torka könsorgan och anus efter tvätt från den integrerade bidén.

##### Avancerade funktioner
Andra funktioner kan inkludera uppvärmda toalettsitsar, som kan regleras från 30 °C till 40 °C, och ett automatiskt toalettlock med avståndskännare som fälls ned eller upp beroende på var personen befinner sig i rummet. En del spelar till och med musik för att underlätta avslappningen av användarens ringmuskel (vissa modeller från Inax spelar till exempel Op. 62 Nr. 6 Frühlingslied av Felix Mendelssohn). Andra funktioner är automatisk spolning; automatisk luftfräschare genom dofter och antibakteriell ytbehandling. Vissa modeller som är speciellt utformade för äldre kan inkludera armstöd och anordningar som hjälper användaren att ställa sig upp efter användningen. En mjuk nedfällningsfunktion medför att toalettlocket inte faller ned, mot toalettsitsen, med en smäll och hos vissa modeller fälls locket ner automatiskt en viss tid efter spolning. Den nyaste funktionen är ozon-deodorantsystemet som snabbt eliminerar odörer. De nyaste modellerna lagrar information om hur många gånger toaletten har använts och har energisparfunktioner som gör att toalettsitsen endast värms upp under de tider då det är sannolikt att toaletten skall användas baserat på historiskt användningsmönster. En del toaletter lyser också i mörkret eller kan till och med ha luftkonditionering under toalettkanten för varma sommardagar. Ytterligare en nypåkommen innovation är intelligenta sensorer som detekterar om en person står framför toaletten och som då fäller upp toalettlocket (om personen står med ansiktet vänt bort från toaletten) eller både locket och sitsen (om personen står vänd mot toaletten).
Text som förklarar kontrollens funktioner tenderar att endast vara på japanska. Fastän många av knapparna ofta har förklarande ikoner är spolknappen ofta skriven endast på Kanji vilket innebär att användare som inte har stor kunskap i det japanska skriftspråket kan vara oförmögna att spola toaletten utan att slumpmässigt trycka på knapparna. Därför kan dessa toaletter anses vara avancerade i den mån att de har många funktioner men förblir samtidigt oanvändbara för de flesta utlänningar.

##### Framtida utveckling
Nyligen har utvecklare lagt till medicinska sensorer till toaletterna som kan mäta blodsockerhalt i urinen och som också mäter puls, blodtryck och halter av blodfetter hos användaren. Talande toaletter som hälsar användaren har också tillverkats. Andra mätningar undersöks för tillfället. Dessa mätdata skulle till exempel kunna sändas automatiskt till en läkare genom en inbyggd mobiltelefon med Internet-uppkoppling. Emellertid är dessa apparater fortfarande mycket ovanliga i Japan, och deras framtida kommersiella framgångar är svåra att förutse. En röststyrd toalett som förstår verbala kommandon är under utveckling. TOTO, NAIS, och andra företag producerar även portabla, batteridrivna rese-washlets som måste fyllas med varmt vatten före användning.
Det är möjligt att använda vattenstrålen på en hög trycknivå för ett lavemang och en del användare tar vara på denna fördel som hjälp mot förstoppning. Det finns också de som påpekat att kvinnor kan bli sexuellt stimulerade genom användningen av vattenstrålen.
Funktionen att värma toalettsitsen är mycket vanlig även på toaletter utan bidé. Ofta används den som ett exempel på en onödig användning av teknik, men då de flesta japanska hem saknar central värmepanna kan toalettrummet under vinterhalvåret ibland vara endast några grader över fryspunkten och en förvärmd toalettsits verkar då inte som en helt dum idé.

### Urinoarer

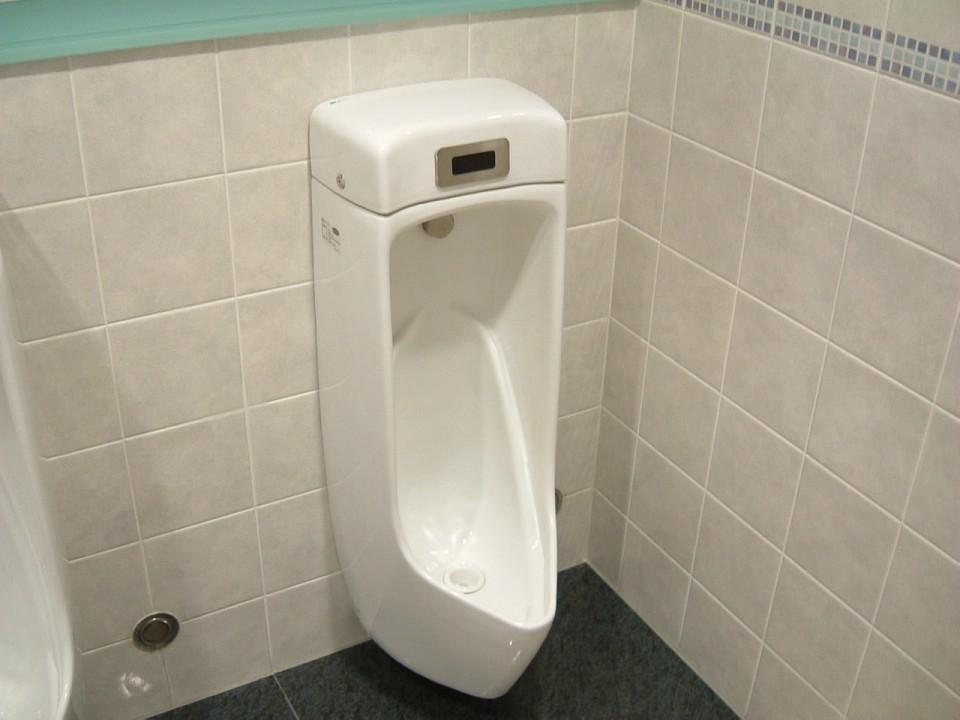
Modern japansk urinoar.

Japanska urinoarer är mycket lika de urinoarer som återfinns i övriga delar av världen och används främst på offentliga herrtoaletter eller herrtoaletter med många användare, men kan även finnas i privata hem om hemmet har en större toalett. Japanska urinoarer är dock ofta lägre eller placerade lägre än urinoarer i västvärlden.
Före och under Meijiperioden var det vanligt att både kvinnor och män använde urinoarer. Traditionellt bärs inte underkläder under en kimono och en kvinna lyfte helt enkelt upp sin kimono och med ett uppåtriktat drag mot vulvan kunde de rikta strålen mot urinoaren. Denna företeelse försvann under 1900-talet då allt fler började ta efter västvärldens klädideal. Idag bärs nästan alltid underkläder under en kimono. Den kvinnliga urinoaren återupplivades tillfälligt mellan 1951 och 1968 när TOTO producerade urinoarer för kvinnor. Denna anordning var formad som en kon som placerades på golvet. Dessa urinoarer blev emellertid aldrig speciellt populära och endast ett fåtal finns kvar, som till exempel under Tokyos Olympiastadion som byggdes för de olympiska sommarspelen 1964.

## Accessoarer specifika för Japan
Toaletter i Japan har i grund och botten samma sorts vanliga accessoarer som återfinns i övriga delar av världen och inkluderar bland annat toalettpapper, en toalettborste och ett handfat. Det finns dock några accessoarer som är specifikt japanska eller som mycket sällan återfinns utanför Japan.

### Sound Princess

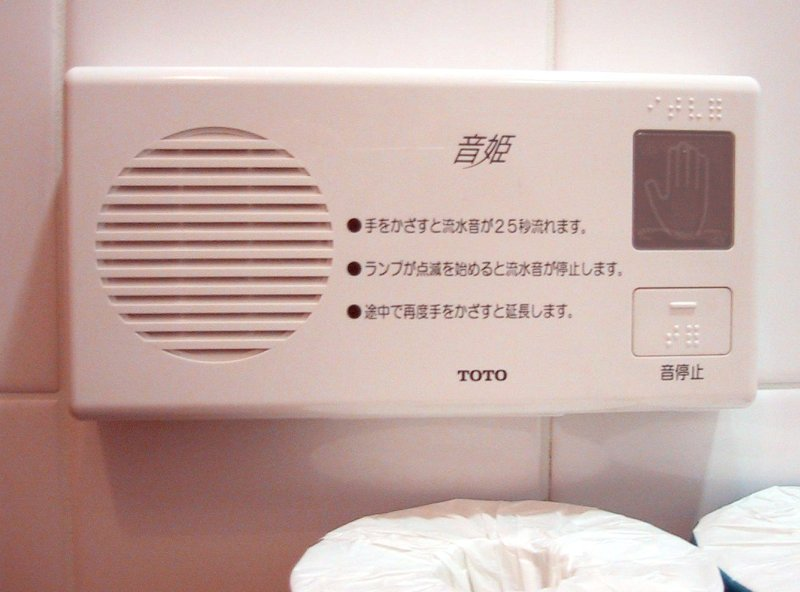
En Otohime på en damtoalett. Det mörka fältet är en rörelsesensor som vid aktivering startar och stannar ljudet.

Många japanska kvinnor känner sig besvärade av tanken att andra skall höra när de urinerar. För att maskera ljuden från sina kroppsfunktioner spolade många kvinnor kontinuerligt klosetten på offentliga toaletter under tiden de använde dem vilket ledde till ett stort slöseri med vatten. Eftersom informationskampanjer inte minskade denna ovana introducerades en apparat under 1980-talet som vid aktivering producerar ett spolande ljud utan att vattenklosetten faktiskt spolar något vatten. Ett vanligt förekommande varumärke är Otohime (japanska: 音姫), som kan översättas till "ljudprinsessa", och är uppkallad efter den japanska gudinnan Otohime (hennes namn skrivs emellertid med annan kanji (乙姫) och betyder "yngre prinsessa"), den vackra dottern till havskungen Ryūjin. Anordningen återfinns på de flesta nybyggda offentliga damtoaletterna och i många av de gamla damtoaletterna har de monterats in i efterhand. En Otohime kan antingen vara batteridriven anordning som är fäst på väggen i en toalett eller ingå som en integrerad funktion i en existerande washlet. Apparaten aktiveras genom ett tryck på en knapp eller genom att röra handen framför en rörelsesensor. Efter aktiveringen producerar anordningen ett högljutt ljud som efterliknar det av en spolande vattenklosett. Ljudet avstannar antingen efter en förinställd tid eller så kan ljudet stoppas genom ett knapptryck. Beräkningar gör gällande att den sparar 20 liter vatten per toalettanvändning. Många kvinnor anser dock att en Otohime skapar ett alltför konstgjort ljud och föredrar att spola klosetten kontinuerligt istället för att använda Otohimens förinspelade ljud. Än så länge verkar det inte finnas någon efterfrågan av dessa anordningar på offentliga herrtoaletter varför de nästan aldrig installeras där.

### Toalettsandaler

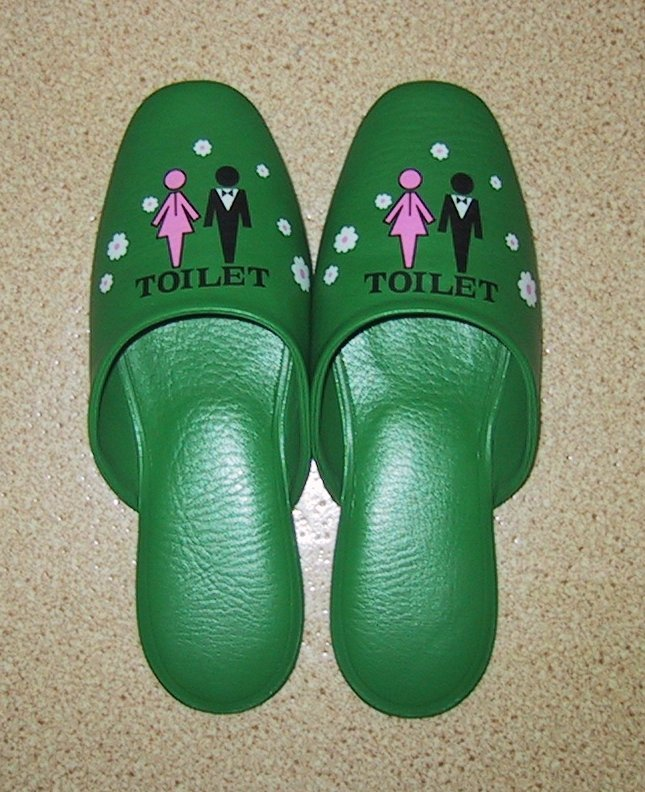
Ett par toalettsandaler

Inom den japanska kulturen är det vanligt att dela in områden i rena och orena och kontakten mellan dessa områden hålls minimerad. Till exempel anses insidan i ett hem vara ett rent område men utsidan anses oren. För att hålla dessa områden åtskilda tar man av sig skorna innan man går in i ett hus så att skorna inte vidrör det rena området. Historiskt sett var toaletterna placerade utanför huset och skor användes när man gick till toaletten. Numera är de allra flesta toaletter placerade inomhus och hygienen är kraftigt förbättrad, men toaletten anses fortfarande vara ett orent område även om det är större risk att andra platser i ett hem är bakteriellt kontaminerade. För att minska kontakten mellan det orena toalettgolvet och det rena golvet i resten av hemmet har många hushåll och även en del offentliga toaletter toalettsandaler (トイレスリッパ toire surippa?) placerade direkt innanför toalettdörren. Dessa är ämnade att bäras av personen som befinner sig i toalettrummet. Man skall då lämna sina egna tofflor på utsidan av dörren så att de ej kommer i kontakt med toalettgolvet. Dessa blir då även en indikering på när toaletten är upptagen. Toalettsandalerna kan vara enkla som ett par gummisandaler, dekorerade sandaler med anime-figurer för barn eller gjorda av päls för dem som har pengar att spendera. Sandalerna är sällan anpassade till de västerländska fotstorlekarna, utan är i regel mycket små. Ett fel som utlänningar ofta gör är att glömma att ta av sig sandalerna efter toalettbesöket och på så sätt blanda de rena och orena områdena. Å andra sidan ignorerar många japaner själva seden att bära toalettsandaler.

## Offentliga toaletter
Offentliga toaletter är lätt tillgängliga över hela Japan och återfinns i varuhus, snabbköp, parker, bokhandlar, de flesta närbutiker och i de allra flesta järnvägsstationer. En del äldre offentliga toaletter saknar dörr vilket innebär att de män som använder urinoarerna är fullt synliga för människor som passerar förbi. Under 1990-talet inleddes en upprustning av de offentliga toaletterna för att göra dem renare och gästfriare än de varit tidigare. Det är emellertid inte ovanligt att se japanska män, berusade eller inte, som urinerar öppet utomhus.
Många offentliga toaletter har idag både huk- och västerländska toaletter, men lika många har det inte. Till exempel har flera järnvägsstationer i Tokyoområdet och icke-privata skolor över hela Japan endast traditionella huktoaletter. Dessutom har tåg, parker, tempel, traditionella japanska restauranger och äldre byggnader oftast endast huktoaletter. Toaletter i västerländsk stil är ofta märkta med kanji-tecknen 洋式 (yōshiki), de engelska orden "western-style", en symbol för toalettypen eller en kombination av dessa tre. Handikapptoaletter är alltid i västerländsk stil.
Toalettpapper står oftast men inte alltid till buds, så många japaner bär med sig små paket med papper för användning som toalettpapper. Sådana paket delas rutinmässigt ut till fotgängare i reklamsyfte. Myntautomater med toalettpapper finns ibland installerade utanför toaletterna som en sista utväg för de desperata eller oförberedda.
Många offentliga toaletter saknar tvål att tvätta händerna eller handdukar att torka händerna med. Många bär med sig en näsduk för detta ändamål, och vissa bär även med sig tvål. Somliga offentliga toaletter har kraftfulla blåstorkar avsedda för handtork för att minska mängden pappersavfall. Handtorkar och vattenkranar har ofta rörelsedetektorer installerade som en extra energi- och resurssparfunktion. En del människor tvättar helt enkelt inte händerna, men detta anses lika mycket en fadäs i Japan som det är i andra kulturer. Längst ner i spektrumet i renlighet återfinns toaletter på järnvägsstationer och i allmänna parker.

## Kulturella aspekter
Att vara ren är mycket viktigt för japaner; några ord som betyder 'ren' används också för att beskriva skönhet. Ordet kirei (奇麗, きれい) kan definieras som "vacker, ren, ordningsam". Detta kan förklara både den fortsatta populariteten av huktoaletten där användaren inte har direkt fysisk kontakt med toaletten och den hög-teknologiska toaletten med inbyggd bidé. Emellanåt används till och med en västerländsk toalett som huktoalett av en känslig (eller okunnig) användare som hukar sig över den med fötterna på toalettsitsen. Många föredrar dock att ha stjärten lyft över sitsen och fötterna placerade stadigt på golvet. Det finns också en stor marknad för deodoranter och luftfräschare som tillför en behaglig doft. I traditionella japanska hus saknas rum med dörrar som går att låsa och de annars trångbodda bostäderna i japanska städer gör att toaletten är ett av de få rum som ger någon form av avskildhet. En del toalettrum är därför utrustade med en bokhylla. Om utrymme finns är även dessa toaletter avskilda från badrummet för att skilja rena rum från de orena, ett faktum som används som försäljningsargument vid uthyrning av bostäder.
Såväl de traditionella huktoaletterna som de högteknologiska toaletterna skapar viss förvirring hos utländska besökare som är ovana vid dessa anordningar. Det finns humoristiska redogörelser av utländska användare som slumpmässigt trycker på kontrollpanelens knappar antingen av nyfikenhet eller i sökandet av spolfunktionen och i plötsligt får en vattenstråle riktad mot genitalierna eller anus. När de så i förskräckelse hoppar upp från toaletten lyckas de få sig själva och/eller badrummet nedstänkta av vattenstrålen. Många japanska toaletter har numera en kortfattad engelsk manual fäst vid kontrollpanelen eller har knappar översatta till engelska för att minska kulturkrocken.

## Miljöaspekter
Det ekologiska fotavtrycket från en modern washlet skiljer sig från det från en vanlig vattenklosett. Moderna snålspolande toaletter använder en mindre mängd vatten än äldre och toaletter med självrengörande funktion minskar användningen av rengöringsmedel. En del modeller spolar en mindre mängd vatten om toalettsitsen är uppfälld (vilket tyder på manlig urinering). De minskar även användningen av toalettpapper. Å andra sidan bidrar de till ökad elkonsumtion. Beräkningar gör gällande att de i genomsnitt står för 5 procent av de japanska hushållens totala energianvändning. För landsbygdsområden har det utformats toaletter som förbrukar mycket lite eller inget vatten alls. Dessa anses också som nödtoaletter som kan användas efter naturkatastrofer som jordbävningar.

## Ekonomi

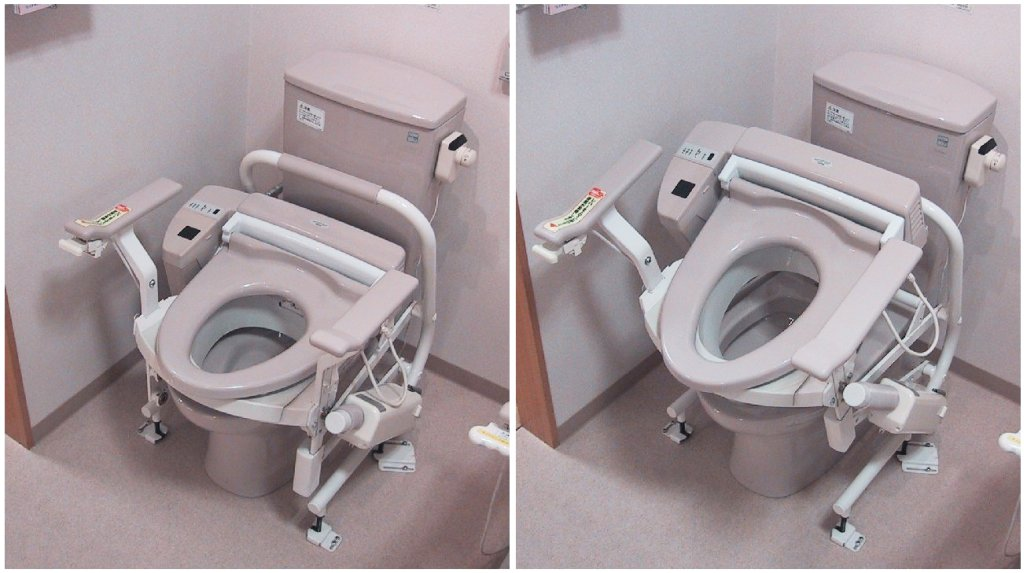
Toalett, med en anordning anpassad för äldre eller rörelsehindrade, som lyfter upp toalettsisten.

En Washlet i Japan kostar från omkring motsvarande 1 500 kr, med ett pris för de allra flesta på omkring 3 500 kr för washlet-uppgraderingar för redan befintliga västerländska toaletter. De mest exklusiva toaletterna inklusive den keramiska toalettstolen kan kosta uppemot 35 000 kr.
TOTO är världens största producent av toaletter, inklusive washlets. Washlets och andra toalett-relaterade produkter produceras också av Inax, NAIS och Panasonic. Den totala världsmarknaden för högteknologiska toaletter uppgick till US$800 miljoner 1997. Den största producenten är TOTO som innehar 65 procent av marknadsandelen och den näst största är Inax med 25 procent. Den största marknaden för washlets återfinns fortfarande i Japan och TOTO redogör att endast 5 procent av deras intäkter kommer från försäljning utanför Japan. Den största marknaden utanför Japan är Kina där TOTO säljer över en miljon washlets per år. I USA ligger försäljningen långt under den japanska även om försäljningen ökat från 600 enheter per månad år 2001 till 1000 enheter per månad under 2003. I Europa säljer TOTO endast 5 000 washlets per år. Trots att de flesta européer förmodligen betraktar japanska washlets som någonting av ett kuriosum så är antalet installationer av dessa toaletter i Europa på uppgång. Detta beror främst på speciella behov som följer med olika typer av handikapp. Beroende på typen av handikapp kan rörelsehindrade personer ha svårt att nå anusområdet för att torka sig. Följaktligen introduceras toaletter med en rengörande vattenstråle och lufttorkning vilket medför att rörelsehindrade har möjlighet att tvätta sig själva utan assistans från andra.
Det finns flera skäl till att försäljningen är lägre i länder utanför Japan. Den främsta anledningen är att det tar tid för konsumenter att vänja sig vid tanken på en washlet. Även i Japan tog det tid innan försäljningen började ta fart efter lanseringen 1980. Efter en tillvänjningsperiod skedde en betydande ökning av försäljningen med början 1985. Vid omkring 1990 hade 10 procent av de japanska hushållen en washlet och denna siffra fortsatte att stiga och låg 2002 på över 50 procent. TOTO själva räknar med en liknande ökning i exportled inom de närmaste åren. En annan förklaring är avsaknaden av eluttag nära toaletten. Medan det i princip i alla japanska hushåll finns en stickkontakt bakom toaletten saknas detta i många andra länder. I Australien, Nya Zeeland, Irland, Storbritannien och flera andra länder finns lagar som förbjuder installation av uttag med hög strömstyrka i våtutrymmen på grund av säkerhets- och olycksrisker. Slutligen finns det i Europa konkurrens med den traditionella västerländska bidén; å andra sidan är nordamerikaner inte vana vid bruket av bidéer över huvud taget.
I Schweiz finns i själva verket redan en tillverkare av bidétoaletter med en historia som föregår den av washlets i Japan. Varumärken som Geberit-O-Mat och Geberella tillverkas av företaget Balena. Dessa toaletter säljs i första hand för sjukhus, privata hem, och en del högklassiga restauranger och kan inkludera liknande funktioner som de japanska produkterna.